# Datong Jiang
Datong Jiang (kinesiska: 大通江) är ett vattendrag i Kina. Det ligger i den centrala delen av landet, 1 200 km sydväst om huvudstaden Peking.